# شهرستان یارکند
یارکَند (به اویغوری: 	يەكەن (ياركەنت) ناھىيىسى) و یا شاچه (به چینی: 莎车县، به پین‌یین: 	Shāchē Xiàn) شهر و شهرستانی است در ولایت کاشغر، منطقه خودمختار سین‌کیانگ چین.
این شهرستان با جمعیت ۸۶۰٬۸۰۰ (سال ۲۰۲۰)، پرجمعیت‌ترین واحد اداری در سطح شهرستان در ولایت کاشغر است، پرجمعیت‌تر از مرکز ولایت، «شهر در سطح ولایت» کاشغر. یارکند در کناره جنوبی بیایان تکله‌مکان و در حوضه تاریم واقع شده‌است.
واحه حاصلخیز یارکند توسط رود یارکند که از کوهستان کونلون (به معنی کوه پیاز) در شمال سرازیر می‌شود آبیاری می‌شود. این واحه امروزه ۳۲۱۰ کیلومتر مربع وسعت دارد اما به احتمال زیاد در روزگارهای کهن و پیش از بیابان‌زایی‌ها که در این منطقه از سده سوم میلادی آغاز شده وسعت بسیار بیشتری داشته‌است.
امروزه یارکند شهری است با جمعیتی اکثراً اویغور. از کشترازهای آبیاری شده این واحه پنبه، گندم، ذرت، انار، گلابی، زردآلو و گردو برداشت می‌شود. غژگاو و گوسفند از دام‌های اصلی مناطق کوهستانی پیرامون یارکند هستند. کانی‌های منطقه عبارتند از نفت، گاز، طلا، مس، سرب، بوکسیت، گرانیت و زغال‌سنگ.

## نام
پسوند کند در اسامی شهرهای خراسان و ماوراءالنهر زیاد دیده می‌شود. ریشه آن از زبان سغدی «کنت»، و یا کند بمعنی روستا و یا شهر است : 
تاشکند (ازبکستان) 
سمرقند(ازبکستان)
خوقند(ازبکستان) 
یارکند(اویغورستان، سین‌کیانگ چین) 
چیمکند (قزاقستان)
تارکند (قرقیزستان)
اوزکند (قرقیزستان)
پنجکند(تاجیکستان) 
خجند (تاجیکستان)
بیرجند (ایران)
قصرقند (ایران)
جارکند (هندوستان)
اوتارکند (هندوستان)
یارکند در قدیم مقر یکی از پادشاهی‌های کهن بودایی در شاخه جنوبی راه ابریشم بود.

## جمعیت
| ترکیب قومیتی شهرستان یارکند | ترکیب قومیتی شهرستان یارکند | ترکیب قومیتی شهرستان یارکند | ترکیب قومیتی شهرستان یارکند | ترکیب قومیتی شهرستان یارکند |
| --------------------------- | --------------------------- | --------------------------- | --------------------------- | --------------------------- |
| قومیت                       | قومیت                       |                             | درصد                        | درصد                        |
| اویغور                      | اویغور                      |                             | ۹۵٫۱٪                       | ۹۵٫۱٪                       |
| هان                         | هان                         |                             | ۳٫۸٪                        | ۳٫۸٪                        |
| تاجیک                       | تاجیک                       |                             | ۰٫۴٪                        | ۰٫۴٪                        |
| قرقیز                       | قرقیز                       |                             | ۰٫۲٪                        | ۰٫۲٪                        |
| ازبک                        | ازبک                        |                             | ۰٫۲٪                        | ۰٫۲٪                        |
| هوئی                        | هوئی                        |                             | ۰٫۲٪                        | ۰٫۲٪                        |
| سایر                        | سایر                        |                             | ۰٫۱٪                        | ۰٫۱٪                        |
| منبع سرشماری جمعیت :        |                             |                             |                             |                             |

## تاریخچه قدیم
از منطقه یارکند نخستین بار در کتاب تاریخ هان پسین (هو هانشو) با نام «شاچه» (در چینی قدیم: سایکا) یاد شده که احتمالاً با نام مردم ایرانی‌تبار منطقه یعنی سکاها مرتبط است.
یارکند کمابیش به طور دائمی با پادشاهی‌های همسایه خود مانند پیچان، کوچار، تورفان و ختن در جنگ بود. در سده یکم میلادی تمامی این پادشاهی‌های کوچک خراجگزار مغول‌ها شدند.
یارکند در سده دهم میلادی به‌دست قراخانیان افتاد و مردم آن به اسلام گرویدند. نام کنونی آن از سده یازدهم به این‌سو در متون دیده می‌شود که به احتمال زیاد ترکیبی است از یار (در ترکی به معنی صخره و دره) و کند (از ریشه ایرانی، به معنی شهر).
در متون فارسی نام آن را گاه به صورت یارقند نیز نوشته‌اند. در آنندراج در مورد ختن و یارکند آمده‌است که:
نام شهری است که دارالملک و مرکز سلطنت حکمران ختن است مردمان خوب سیرت و دختران خوب صورت دارد مانند دوشیزگان کاشغر روی گشاده باحسن و جمال و غنج و دلال در کوچه وبازار گردش نمایند هرکس طالب مواصلت دختری شود به اشارهٔ او وکیل و منسوب او را بیند و به اندک مایه صداق بهم پیوندند ولی شوهر بخواهد برود باید طلاق دهد اولاد نر از آن پدر و ماده از آن مادر خواهد بود و اینان یعنی حاکم آنجا از جانب خاقان ختا مقرر است و حکمش برهمه ختن روا خواهد بود.— 22px، دهخدا: یارکند.

## تاریخچه معاصر
ولایت مدرن کاشغر، در سال ۱۹۱۳ میلادی، دومین سال حاکمیت جمهوری چین تشکیل شد. ولایت کاشغر در آن زمان شامل اراضی امروزی این ولایت، علاوه بر ولایت ختن و ولایت خودمختار قزل‌سو قرقیز (بجز شهرستان آقچی) بود. ولایت کاشغر شامل ۱۲ شهرستان بود، منجمله شهرستان یارکند.
در سال ۱۹۲۲، شهرستان پوسکام از بخشهایی از این شهرستان در ولایت کاشغر ایجاد شد.
در سالهای ۱۹۳۳ و ۱۹۳۴ میلادی، در منطقهٔ کاشغر که در آن زمان شامل ولایت خودمختار قزل‌سو نیز می‌شد، در طی شورشی علیه حکومت استانی وفادار به جمهوری چین، کشور جدیدی به طول دو سال با نام جمهوری اسلامی ترکستان شرقی اعلام شده بود. 
در سال ۱۹۴۳، سه شهرستان پوسکام، ماکیت، و یارکند از ولایت کاشغر با شهرستان کارگیلیک از ولایت ختن، ترکیب شده و ولایت یارکند، به مرکزیت یارکند تاسیس شد.
بین سالهای ۱۹۵۴ و ۱۹۵۶ میلادی، «ولایت خودمختار جنوب سین‌کیانگ» (مشابه ولایت خودمختار ایلی قزاق) با تحت مدیریت داشتن ولایات کاشغر، یارکند، آق‌سو، ختن، و ولایت خودمختار قزل‌سو قرقیز ایجاد شد. بین سال‌های ۱۹۵۵ و ۱۹۵۶، ولایت کاشغر منحل شده، و شهرستان‌های آن، تحت تابعیت مستقیم «ولایت خودمختار جنوب سین‌کیانگ» قرار گرفت.
در سال ۱۹۵۶، «ولایت خودمختار جنوب سین‌کیانگ» منحل شد. در این سال، ولایت کاشغر باز دوباره تاسیس شد. در همین سال، ولایت یارکند نیز منحل شده و ۴ شهرستان آن به ولایت کاشغر پیوستند.